# Titularbistum Missua
Missua ist ein Titularbistum der römisch-katholischen Kirche.
Es geht zurück auf einen untergegangenen Bischofssitz in der gleichnamigen antiken Stadt, die in der römischen Provinz Africa proconsularis (heute nördliches Tunesien) lag. Der Bischofssitz war der Kirchenprovinz Karthago zugeordnet.
| Titularbischöfe von Missua |                                                 |                                               |                  |                 |
| Nr.                        | Name                                            | Amt                                           | von              | bis             |
| 1                          | Adolphe Proulx                                  | Weihbischof in Sault Sainte Marie (Kanada)    | 2. Januar 1965   | 28. April 1967  |
| 2                          | Giovanni Mariani Titularerzbischof pro hac vice | Apostolischer Delegat / Apostolischer Nuntius | 16. Oktober 1967 | 23. Januar 1991 |
| 3                          | Paul Vollmar SM                                 | Weihbischof in Chur (Schweiz)                 | 4. Mai 1993      | 2. Mai 2021     |
| 4                          | Cícero Alves de França                          | Weihbischof in São Paulo (Brasilien)          | 3. März 2022     |                 |